# Anaceratagallia hasanlangica
Anaceratagallia hasanlangica är en insektsart som beskrevs av Dlabola 1984. Anaceratagallia hasanlangica ingår i släktet Anaceratagallia och familjen dvärgstritar. Inga underarter finns listade i Catalogue of Life.